# 1162 en santé et médecine
| Années de la santé et de la médecine : 1159 - 1160 - 1161 - 1162 - 1163 - 1164 - 1165    |
| Décennies de la santé et de la médecine : 1130 - 1140 - 1150 - 1160 - 1170 - 1180 - 1190 |

Cet article présente les faits marquants de l'année 1162 en santé et médecine.

## Événements
- Rappelant les décisions prises en 1139 au IIe concile du Latran, et à celui de Reims en 1148, le concile de Montpellier, tenu par Alexandre III, interdit expressément à tout clerc régulier d'exercer la médecine à l'intérieur des couvents[1].
- Première mention de l'hôtel-Dieu Saint-Jacques de Melun, en Île-de-France, établissement qui dépend alors de l'abbaye Saint-Père, et qui restera en fonction jusqu'en 1793[2].
- Première mention de l'hospice fondé par un bourgeois de Vence à un gué du Var qui contrôle l'accès à Nice, et consacré en 1205 au saint éponyme de la ville de Saint-Laurent, dont il deviendra le berceau[3].
- En Angleterre, « un hôpital est mentionné à Ely dans les rapports officiels du shérif du Cambridgeshire à l'Échiquier[4] », mention « qui renvoie probablement à la léproserie Sainte-Marie-Madeleine, bien que celle-ci puisse avoir été fondée à l'origine comme un hôpital pour les pèlerins en visite au sanctuaire de sainte Etheldrède[5] ».
- « Fondé au commencement du XIIe siècle pour la réception des pèlerins, cet hospice [l'hôpital d'Aubrac] reçoit des mains de Pierre II, évêque de Rodez, un règle particulière […], les plus anciens statuts que nous rencontrions dans un hôpital français[6]. »

## Publication
- 1121-1162 : Avenzoar (1090 ?-1162) compose son « ouvrage capital », le Teyssir, dont « le titre complet signifie : « Livre de la simplification concernant la thérapeutique et la diététique[7] » ».

## Décès
- Avenzoar (né entre 1090 et 1094), médecin arabe, auteur du Teysir, ouvrage de thérapeutique et de diététique qui sera traduit et commenté jusqu'à la fin de la Renaissance[8].